# 渡辺玄英
渡辺 玄英（わたなべ げんえい、1960年 - ）は、日本の詩人。元梅光学院大学文学部准教授。筑紫女学園大学、大分大学ほか非常勤講師。  
詩誌「鯨々」編集同人。「ざんぼあ」同人。冷泉詩話会主宰。  玄英はペンネームで僧名。

## 略歴
福岡県福岡市博多区出身。
現代のサブカルチャーの「弱い、呟きのコトバ」を用いた詩集『海の上のコンビニ』（2000年）で注目される。
詩集『火曜日になったら戦争に行く』（2005年）は〈セカイ系詩〉として現代詩の外部でも話題になり、吉本隆明に「『無』の状態から意味論的に脱出しようという意図が感じられる」と評価される。
佐々木敦は、詩集『けるけるとケータイが鳴く』（2008年）を「「ゼロ年代」の絶望から這い出ようとする希望と、その希望を食い破る絶望の両方を」感じると評している。
2020年、コロナ禍を主題にした一連の詩が朝日新聞（9月25日）「天声人語」に取り上げられる。
高橋睦郎から「新しい言葉の自覚した使い手の最も尖鋭なひとり」と評される。
この他の詩集に『現代詩文庫 渡辺玄英詩集』（2016年）や『星の（半減期 』（2019）等がある。
「現代詩手帖」誌や「読売新聞」等の詩時評を担当。
北川透、山本哲也、花田俊典らとの同人誌『九』（1996- 2000）に参加。
柴田千晶、岩佐なを、北大路翼と同人誌『erection』（2002-   ）に参加。
北川透、松本秀文、石松佳らと同人誌『鯨々』（2019-  ）に参加し、編集を担当。
詩と短歌の同人誌『ざんぼあ』（2025-  ）に参加。
2011年から福岡県高等学校文化連盟文芸部門（詩）の選と講評、講師。
2013年から山口県高等学校文化連盟文芸部門（詩）の選と講評、講師。
2015年から日本現代詩歌文学館振興会　評議員

## 著作他

### 詩集
- 『水道管のうえに犬は眠らない』（書肆山田） 1991
- 『液晶の人』（梓書院）  1997
- 『海の上のコンビニ』（思潮社）  2000
- 『火曜日になったら戦争に行く』（思潮社） 2005
- 『けるけるとケータイが鳴く』（思潮社） 2008
- 『破れた世界と啼くカナリア』（思潮社） 2011
- 『渡辺玄英詩集』（思潮社、現代詩文庫） 2016
- 『星の（半減期』（思潮社） 2019
- 『しろいうさぎを狩る者たち』（思潮社）2024

### 共著詩集
『空気の日記』（書肆侃々房）2022

### 共同翻訳詩集
『夏の旅』（思潮社） 2000 『黎明の縁』（思潮社）2003

### 共著論集
『女流文学の潮流』（笠間書院）2013 『文学の力　時代と向き合う作家たち』（笠間書院）2014

### その他
『ポエムの虎　2003秋吉台現代詩セミナー』（海鳥社）2004

### 主な連載
- 「詩学」誌　詩誌月評 2003年4月～2004年3月
- 「毎日新聞（西部）」紙　機会詩の隔月連載「ゆらぎの現在形」2006年3月～2008年5月
- 「現代詩手帖」誌　詩誌月評　2009年1月～12月
- 「現代詩手帖」誌　詩書月評　2010年1月～12月
- 「現代詩手帖」誌　投稿選　2011年6月～2012年5月
- 「読売新聞（西部）」紙　詩時評　2013年2月～2020年11月

### 出演その他
- RKB毎日放送 「開店ウメ子食堂」（2012年～2016年）、「こだわりハーフタイム」（2016年～2019年）ゲスト出演。
- 日韓詩人交流会（2015年11月3日～5日　会場 : 韓國外國語大學校、啓明大学校他）
- ふじのくにせかい演劇祭2022『星座へ』［回遊型演劇］コンセプト：ブレット・ベイリー/日本版キュレーション：大岡淳　日程：2022年5月6-8日 会場：日本平の森
- 日中詩人会議『詩と遠方』2022年12月16-18日（於 北九州市）